# 畢達克
畢達克（Luciano Petech，1914年6月8日—2010年9月29日），又譯伯戴克，是意大利著名的藏学家，專長是喜馬拉雅歷史和西藏、尼泊爾和意大利之間早期關係。他於1955年至1984年任羅馬大學東亞歷史系主任。他是意大利探險家、學者朱塞佩·图齐 (Giuseppe Tucci) 的學生。